# Live! チクる
Live! チクる（ライブ！ ちくる）とは、松竹芸能に所属する若手漫才師・コントコンビがネタを披露するために行っているライブイベントである。「チクる」は「松竹する」の造語。

## 概要
吉本興業と異なり、常打ちのネタ見せ小屋は大阪・道頓堀にある「B1角座」（ビーワンかどざ）のみしかなく（しかも2001年に常打ち小屋を閉館、2002年にはビルのフロアを間借りした「ミナミのど真ん中ホール」をオープンし、ようやく自前の小屋を持てたのは2004年正月だった。この経緯については松竹芸能の項に詳しい）、松竹芸能所属の芸人は単発的にライブを行っていたが、ますだおかだが「若手だけでもいいから定期的にネタ見せをする場を作っていきたい」と発案し、2000年に始まった。
2000年から2002年までは大阪市内の劇場でライブを1日か2日のみ行うスタイルをとっていたが、2003年からは全国ツアーという形をとっており、現在では松竹若手芸人の夏の恒例行事となっており、ほとんどの芸人がこのツアーで新ネタを下ろす場として定着していた。
しかし松竹芸能の意向により、2006年を最後に終了。増田英彦（ますだおかだ）は自身のブログで、終了させた松竹芸能がこれに替わる新たなライブイベントを提示してこない事に苦言を呈している。

## ライブ遍歴

### 2000年
（stub）

### 2001年
- 3月10日 大阪・ワッハ上方
- 9月26日 大阪・近鉄小劇場

### 2002年
- 8月28日 大阪・近鉄小劇場
- 12月25日 大阪・IMPホール

### 2003年
この年からライブツアー形式をとる。

「Live! チクるツアー '03 ～炎のインベーダー大作戦～」
- 7月5日 徳島・市立文化センター
- 7月20日 福井・ハートピア春江
- 8月16日 名古屋・青少年文化センター アートピア・ホール
- 8月23日 大阪・なんばHatch
- 8月31日 東京・ヤクルトホール

### 2004年
「Live! チクる JAPAN TOUR 2004」
- 5月8日 東京・日本青年館
- 5月30日 名古屋・愛知県勤労会館
- 6月6日 福岡・メルパルクホール
- 6月27日 札幌・道新ホール
- 7月18日 大阪・サンケイホール
- 7月25日 福井・ハートピア春江
- 8月14日 大分・グランシアタ
- 8月28日 広島・アステールプラザ
- 9月5日 仙台・Zepp Sendai
- 9月12日 徳島・徳島県教育会館

### 2005年
「Live! チクる 笑いのEXPO 2005 ～ULTIMATE SHOCHIKU～」
- 6月4日 大阪・サンケイホール
- 6月12日 東京・日本青年館
- 7月10日 高松・サンポートホール
- 7月17日 静岡・市民文化会館
- 7月30日 名古屋・愛知県勤労会館
- 8月7日 福岡・電気ホール
- 8月14日 鳥取・県立県民文化会館
- 8月27日 仙台・市民会館
- 9月4日 大阪・IMPホール

### 2006年
「Live！チクる2006 ～全国ネタ見せツアー～」
- 6月4日 福井・鯖江市文化センター
- 6月10日 香川・ユープラザうたづハーモニーホール
- 6月17日 東京・よみうりホール
- 7月2日 静岡・アクトシティ浜松
- 7月9日 仙台・Zepp Sendai
- 7月22日 名古屋・愛知県勤労会館
- 8月6日 福岡・ももちパレス
- 8月13日 和歌山・紀南文化会館
- 9月3日 長野・県民文化会館
- 9月9日 大阪・メルパルクホール

## DVD
1. 「Live! チクる JAPAN TOUR 2004」（2004年12月22日発売、ソニーミュージックディストリビューション）
東京公演と大阪公演を編集したもの。
2. 「Live! チクる 笑いのEXPO 2005」（2005年12月7日発売、ソニーミュージックディストリビューション）
東京公演と名古屋公演を編集したもの。
3. 「チクる2006スペシャル 松竹芸能お笑い大集合!」（2006年12月13日発売、ソニーミュージックディストリビューション）
東京公演と名古屋公演を編集したもの。